# Natale Masuccio
Natale Masuccio (Mesina, 1568-Mesina, 1619) fue un arquitecto, ingeniero hidráulico y jesuita italiano.

## Biografía
Estudió lógica, física y casos de conciencia, y enseñó seis años gramática y un año humanidades en los colegios de Malta, Siracusa y Mesina. Aquí inició sus estudios de arquitectura aprendiendo el manierismo de últimos de siglo. Andrea Calamech debió influir en su formación artística. Entre marzo de 1598 y mayo de 1599 estuvo en Roma, llamado repetidamente por el Prepósito General Claudio Acquaviva. Sin duda, profundizaría su formación científica en el Collegio Romano bajo la guía de Cristóbal Clavio, Christoph Grienberger y Orazio Grassi. Giovanni De Rosis lo inició en la ingeniería hidráulica. Satisfecho de sus progresos, Acquaviva mandó al provincial de Sicilia no empezar las obras importantes de la provincia hasta el regreso de Masuccio. En el viaje de vuelta, cayó en manos de piratas, pero fue pronto liberado, probablemente por los caballeros de Malta, y llevado a esta isla. De nuevo en Sicilia, se le encargaron, desde 1600, las edificaciones de la provincia.
Debido a su carácter poco equilibrado, su modo de actuar suscitó críticas, tanto que en 1604 se pensó en un cambio de provincia y el mismo Masuccio pidió ser relevado del cargo. Enviado al noviciado de Palermo (como ministro o ayudante del maestro), su rigor con los novicios y sus escrúpulos, que le impedían celebrar la misa, aconsejaron su traslado. Se ocupó entonces de obras hidráulicas en Malta y Mesina, pero participó activamente en las facciones que oponían Mesina a Palermo y propiciaban la división de la provincia sicula (que se efectuaría en 1626). Masuccio no fue dimitido como otros culpables no profesos, pero se le impuso una grave penitencia y se le envió a Catania. Ante su rebeldía, se le llevó maniatado al colegio de Caltanissetta y se le encerró en un cuarto. Aunque Acquaviva aprobó las medidas, lo trató con comprensión, mitigó poco a poco su prisión y lo liberó en junio de 1613, con prohibición de tornar a Mesina. A la muerte de Acquaviva (enero de 1615) se ventilaba la posible dimisión de Masuccio. El vicario general Ferdinand Alber intentó animarlo, pero el nuevo general Mucio Vitelleschi ordenó (diciembre ds 1615) la dimisión, que Masuccio había solicitado repetidas veces. Pasó en Mesina sus tres últimos años con la salud quebrantada y testó en favor del colegio.
Se le deben los colegios de Mineo (1600), cuya iglesia inició en 1613, Trapani (1609-1610) y el colegio nuevo de Mesina (1615), trasladado al nuevo sitio en 1608 tras el incendio que dañó el viejo. Su proyecto del colegio de Noto Antica (1611) se juzgó el mejor. Los planos de Masuccio para el noviciado de Palermo sustituyeron (probablemente entre 1603-1607) a los de Giuseppe Valeriano de 1592, pero no se ejecutaron hasta 1620, bajo la dirección de Tommaso Blandini. En otros casos se trató de dirección de obras y cambios más o menos profundos de proyectos o construcciones anteriores. Así se hizo con los de Valeriano en la iglesia de Marsala (1600) que resultó, gracias a Masuccio, grande y hermosa, y en el colegio e iglesia de Malta (1608-1609). El noviciado de Mesina, que empezó Calamech, se continuó según los planos de Masuccio de más amplitud. Desde 1603, transformó de tal modo la iglesia de la Casa Profesa de Palermo, de Giovanni Tristano, que puede decirse que es suyo el actual Gesù.
En cuanto a obras hidráulicas, trabajó a petición del Gran maestre de la Orden de Malta en el acueducto Wignacourt desde 1610, pero irritado por razones no bien conocidas, dejó (1612) Malta por su cuenta. Vuelto a Mesina, reanudó los trabajos del empalme del acueducto de Camaro con los manantiales de Bordonaro, que tiempo atrás había comenzado por encargo del senado de la ciudad. La obra se coronó en 1617.
En el estilo, se dejó llevar de su capricho artístico, que le ocasionó severas reprensiones de Acquaviva, pero, acabada la construcción, no le faltaron las felicitaciones del mismo general por estas obras indisciplinadas, pero admirables; un caso típico fue la iglesia de Marsala. Aunque en sus edificios se acomodó, en sustancia, al esquema oficial en la Compañía de Jesús, dejó marcadas las huellas de su formación e inspiración personal. Su influjo se extendió a la misma arquitectura siciliana a la que imprimió un carácter particular.